# 民主朝鮮
《民主朝鮮》（朝鲜语：／）是朝鲜民主主义人民共和国最高人民会议常任委员会和朝鲜民主主义人民共和国内阁的机关报。创刊于1946年6月4日。发行单位是民主朝鲜社。
該報每周有三天出6版，三天出4版，一天休息。目前已實現電腦排版，在朝鮮的報紙中最早建立了網頁。

## 來源
1. ↑  .   [2009-10-17]. （原始内容存档于2008-08-29）.
2. ↑  http://news.xinhuanet.com/zgjx/2009-09/21/content_12090127.htm

## 外部鏈接
- 民主朝鮮官方網站 （页面存档备份，存于）（英文）（中文）